# Tlstý diel (990 m)
Tlstý diel (990 m) – szczyt w Wielkiej Fatrze na Słowacji.
Znajduje się w długim grzbiecie tworzącym lewe zbocza Ľubochniańskiej doliny (Ľubochnianska dolina), zaraz po południowej stronie przełęczy Ľubochnianske sedlo (701 m). W kierunku północno-zachodnim, do Kotliny Turczańskiej opada z niego krótki grzbiet oddzielający dolinkę Bielego potoku od jego dopływu.
Tlstý diel jest porośnięty lasem, ale w szczytowych partiach znajduje się hala pasterska, dzięki czemu jest on dobrym punktem widokowym, zwłaszcza na stronę północną – na Małą Fatrę i Kotlinę Turczańską. Grzbietem biegnie granica Parku Narodowego Wielka Fatra – należą do niego stoki wschodnie, opadające do dna Ľubochniańskiej doliny.

## Turystyka
Przez Tlstý diel i grzbietem nad  Ľubochnianską doliną prowadzi czerwony szlak turystyczny (Magistala Wielkofatrzańska).
  Ľubochianske sedlo – Tlstý diel – Vyšne Rudno – sedlo Príslop – Chládkové – Kľak – Vyšná Lipová – Jarabiná – Malý Lysec – Štefanová – Javorina – Šoproň – Chata pod Borišovom. Odległość 24,1 km, suma podejść 1850 m, suma zejść 1350 m, czas przejścia 9:05 h, z powrotem 8:30 h